# بارلاسینا
بارلاسینا (به ایتالیایی: Barlassina) یک کومونه در ایتالیا است که در استان مونتزا و بریانتزا واقع شده‌است.

## خصوصیات
بارلاسینا ۲٫۹ کیلومترمربع مساحت و ۶٬۲۳۱ نفر جمعیت دارد.